# Hurricane Chris
Christopher Jerrod Dooley Jr. (* 27. Februar 1989 in Shreveport, Louisiana) ist ein US-amerikanischer Rapper, der bei Polo Grounds Music unter Vertrag steht. Sein Künstlername ist Hurricane Chris oder auch nur Hurricane.

## Leben und Wirken
Er ist ein Rapper der so genannten New School. Er hat großen Erfolg bei der Jugend, die ihn als neuen Soulja Boy feiert, da er simple Texte mit abwechslungsreichen Beats kombiniert. Bestätigt wird dies durch den großen Erfolg mit der Single A Bay Bay, die 2007 erschien. Sein Musikstil ist eine Mischung aus Crunk, Dirty South und New Hip-Hop.
Im Juni 2020 wurde Dooley in Louisiana wegen Totschlag („Second Degree Murder“) verhaftet; ihm wird vorgeworfen, nachts an einer Tankstelle mit mehreren Schüssen einen Mann getötet zu haben. In der folgenden Verhandlung im März 2023 wurde er von der Jury freigesprochen.

## Diskografie
Alben
- 2007: 51/50 Ratchet
- 2009: Unleashed

Singles
- 2007: A Bay Bay
- 2007: The Hand Clap feat. Big Poppa
- 2007: Playas Rock feat. Boxie
- 2007: Drop & Gimme 50 Mike Jones feat. Hurricane Chris
- 2009: Halle Berry (She’s Fine) feat. Superstarr
- 2009: Headboard feat. Mario & Plies
- 2012: Bend It Over feat. Mario & Piles
- 2014: Ratchet feat. Lil Boosie
- 2015: Sections feat. Ty Dolla Sign